# Estación de Luyando
Luyando (en euskera Luiaondo) es una estación ferroviaria situada en el municipio español de Ayala (Álava) en la provincia de Álava, comunidad autónoma del País Vasco. Forma parte de la línea C-3 de Cercanías Bilbao operada por Renfe.

## Situación ferroviaria
La estación se encuentra en el punto kilométrico 220,9 de la línea férrea de Castejón a Bilbao por Logroño y Miranda de Ebro a 177 metros de altitud.

## Historia
La estación fue inaugurada el 1 de marzo de 1863 con la apertura del tramo Bilbao-Orduña de la línea férrea que pretendía unir Castejón con Bilbao. Las obras corrieron a cargo de la Compañía del Ferrocarril de Tudela a Bilbao creada en 1857. En 1865 la compañía se declaró en suspensión de pagos por no poder superar las dificultades económicas derivadas de la inversión realizada en la construcción de la línea y fue intervenida por el Banco de Bilbao.  En 1878, fue absorbida por Norte que mantuvo la titularidad de la estación hasta la nacionalización del ferrocarril en España en 1941 y la creación de RENFE.
Desde el 31 de diciembre de 2004 Renfe explota la línea mientras que Adif es la titular de las instalaciones ferroviarias.

## La estación
Se sitúa al este del núcleo urbano. Su edificio para viajeros siguiendo el esquema habitual de las estaciones de este tramo es una clara muestra de la arquitectura local. Es de base rectangular, dos alturas y disposición lateral a las vías. Está construido en piedra y recubierto con un amplio tejado en pico de dos vertientes. Dispone de dos andenes laterales a los que acceden dos vías. El andén opuesto cuenta también con un pequeño refugio. La comunicación de uno a otro se realiza a nivel. En el exterior existe un aparcamiento habilitado para 15 plazas repartidas entre dos zonas que se construyó en 2011.

## Servicios ferroviarios

### Cercanías
La línea C-3 de la red de Cercanías Bilbao que opera Renfe tiene aquí su terminal sur. Entre semana la frecuencia media es un tren cada veinte-treinta minutos, elevándose los fines de semana a una media de un tren cada treinta-sesenta minutos. El trayecto entre Bilbao-Abando y Luyando se cumple en algo más de treinta minutos. Los trenes CIVIS de la línea no realizan parada en la estación.
| procedencia/destino | < estación           | Línea | estación > | destino/procedencia |
| ------------------- | -------------------- | ----- | ---------- | ------------------- |
| Bilbao Abando       | Santa Cruz de Llodio |       | Salbio     | Orduña              |